# Hajnan
Hajnan (wymowaⓘ; chiń. 海南; pinyin Hǎinán) – wyspa chińska na Morzu Południowochińskim. Od 1988 prowincja chińska (Hainan Sheng) ze stolicą w mieście Haikou, w skład której wchodzi ok. 200 wysp i wysepek. Powierzchnia prowincji wynosi 34,3 tys. km², a populacja ok. 10 mln mieszkańców (2020). Posiada status specjalnej strefy ekonomicznej.
Jednym z pierwszych Europejczyków, którzy odwiedzili i opisali Hajnan, był w XVII w. polski jezuita o. Michał Boym.
Ze względu na rosnący ruch turystyczny i szybko rozbudowywaną infrastrukturę hotelową wyspa bywa określana jako „chińskie Hawaje”. Do rozreklamowania walorów turystycznych Hajnanu na świecie przyczynił się konkurs Miss World, którego finały odbyły się w Sanya w latach 2003, 2004 i 2005.

## Historia
W przeszłości Hajnan był w Chinach określany nazwami: Perłowe Klify (珠崖 Zhūyá), Jadeitowe Klify (瓊崖 Qióngyá) lub Jadeitowa Kraina (瓊州 Qióngzhōu). Z ostatnich dwóch nazw wywodzi się skrótowa nazwa prowincji, Qióng (琼 w uproszczonym piśmie chińskim), która przywodzi na myśl krajobraz wyspy, kojarzący się Chińczykom z kolorami jadeitu. Dziś Hajnan bywa określany jako Qiong Dao – „Jadeitowa Wyspa”.
Pierwsze wzmianki o Hajnanie pojawiają się w 110 r. p.n.e. za czasów dynastii Han, kiedy to na wyspie założono wojskowy garnizon. Kolonizacja przez przybyszów z lądu postępowała jednak wolno, ponieważ Hajnan długo uznawano za miejsce nieprzystępne, dobre wyłącznie dla zesłańców. W okresie Han chętnie osiedlali się na nim członkowie ludu Li z terenów dzisiejszego regionu autonomicznego Kuangsi, którzy stopniowo zajęli miejsce aborygenów, wywodzących się z ludów malajsko-polinezyjskich.
Pod rządami Królestwa Wu w epoce Trzech Królestw, Hajnan był odrębną komanderią Zhuya (珠崖郡).
W epoce Song, kiedy Hajnan był częścią prowincji Guangxi, na wyspę dotarła pierwsza fala osadników hańskich, którzy osiedlali się głównie na północy wyspy. Pod rządami mongolskiej dynastii Yuan (1206–1368) wyspa była oddzielną prowincją, ale za Mingów została w 1370 r. włączona do prowincji Guangdong. W XVI i XVII w. wyspa przeżyła napływ osadników z prowincji Fujian i Guangdong, którzy zmusili wcześniejszych przybyszów z ludu Li do migracji na wzgórza w południowej części Hajnanu. W XVIII wieku Li zbuntowali się przeciw cesarskiemu rządowi, który do walki z nimi sprowadził najemników z ludu Miao z prowincji Kuejczou.
Wielu Miaosów osiedliło się na wyspie, a ich potomkowie mieszkają do dziś w jej zachodniej części.
W 1912 r. Hajnan ponownie zyskał status odrębnej prowincji pod nazwą Wyspa Qiongya, jednak w 1921 r. ponownie włączono go do prowincji Guangdong. W latach 20. i 30. stał się bezpieczną przystanią dla chińskich komunistów, rozbitych w 1927 r. przez nacjonalistów w swej kolebce – Szanghaju. Wspólnie z tubylcami narodowości Li, komuniści prowadzili partyzancką walkę z japońską okupacją (1939–1945). Odpowiedź Japończyków była bezwzględna – wymordowano 1/3 populacji wyspy.
Po kapitulacji Japonii w 1945 r. kontrolę nad wyspą odzyskał Kuomintang. Utrzymał ją jeszcze po wojnie domowej, która zmusiła Czang Kaj-szeka i jego zwolenników do ucieczki na Tajwan. Chiny Ludowe zajęły wyspę w czasie trwającego od marca do maja 1950 r. desantu (chiń. 海南島登陸戰役; pinyin Hǎinándǎo Dēnglù Zhànyì).
Komuniści próbowali rozwijać wyspę wzdłuż szlaków wytyczonych przez Japończyków, ale osiągnęli mizerne rezultaty ze względu na odizolowane położenie Hajnanu; jego subtropikalny, grożący tajfunami klimat oraz ze względu na reputację wyspy, która ciągle uchodziła na kontynencie za niebezpieczny „koniec świata”, dobry raczej dla zesłańców niż osadników. Sytuacja odwróciła się w 1988 r., kiedy Hajnan został ustanowiony odrębną prowincją, a cała wyspa zyskała status Specjalnej Strefy Ekonomicznej, zachęcającej do inwestowania poprzez m.in. ulgi podatkowe.

## Podział administracyjny
Hajnan ma nieco inny podział administracyjny niż pozostałe chińskie prowincje. O ile na kontynencie obowiązuje hierarchia „prowincja-prefektura-powiat”, to na Hajnanie większość powiatów (z wyjątkiem czterech) podlega bezpośrednio władzom prowincji.
Na Hajnanie funkcjonuje 218 jednostek miejskich.
Według chińskich władz w skład prowincji Hajnan wchodzą także archipelagi Wysp Paracelskich (Xisha), Zhongsha oraz Wysp Spratly (Nansha), o które Chiny spierają się z innymi państwami regionu.
| Mapa                     |            |                         |                                  |                               |
| Mapa Hajnanu             |            |                         |                                  |                               |
| Lp.                      | Nazwa      | Nazwa w języku chińskim | Hanyu pinyin                     | Siedziba                      |
| – Prefektury miejskie –  |            |                         |                                  |                               |
| 1                        | Haikou     | 海口市                  | Hǎikǒu Shì                       | Dzielnica Meilan              |
| 2                        | Sanya      | 三亚市                  | Sānyà Shì                        | Sanya                         |
| 19                       | Sansha     | 三沙市                  | Sānshā Shì                       | Wyspa Yongxing (Woody Island) |
| – Podprefektury –        |            |                         |                                  |                               |
| 3                        | Wenchang   | 文昌市                  | Wénchāng Shì                     | Wenchang                      |
| 4                        | Qionghai   | 琼海市                  | Qiónghǎi Shì                     | Qionghai                      |
| 5                        | Wanning    | 万宁市                  | Wànníng Shì                      | Wanning                       |
| 6                        | Wuzhishan  | 五指山市                | Wǔzhǐshān Shì                    | Wuzhishan                     |
| 7                        | Dongfang   | 东方市                  | Dōngfāng Shì                     | Dongfang                      |
| 8                        | Danzhou    | 儋州市                  | Dānzhōu Shì                      | Danzhou                       |
| – Powiaty –              |            |                         |                                  |                               |
| 9                        | Lingao     | 临高县                  | Língāo Xiàn                      | Lingao                        |
| 10                       | Chengmai   | 澄迈县                  | Chéngmài Xiàn                    | Chengmai                      |
| 11                       | Ding’an    | 定安县                  | Dìng’ān Xiàn                     | Ding’an                       |
| 12                       | Tunchang   | 屯昌县                  | Túnchāng Xiàn                    | Tunchang                      |
| – Powiaty autonomiczne – |            |                         |                                  |                               |
| 13                       | Changjiang | 昌江黎族自治县          | Chāngjiāng Lízú Zìzhìxiàn        | Changjiang                    |
| 14                       | Baisha     | 白沙黎族自治县          | Báishā Lízú Zìzhìxiàn            | Baisha                        |
| 15                       | Qiongzhong | 琼中黎族苗族自治县      | Qióngzhōng Lízú Miáozú Zìzhìxiàn | Qiongzhong                    |
| 16                       | Lingshui   | 陵水黎族自治县          | Língshuǐ Lízú Zìzhìxiàn          | Lingshui                      |
| 17                       | Baoting    | 保亭黎族苗族自治县      | Bǎotíng Lízú Miáozú Zìzhìxiàn    | Baoting                       |
| 18                       | Ledong     | 乐东黎族自治县          | Lèdōng Lízú Zìzhìxiàn            | Ledong                        |

## Geografia

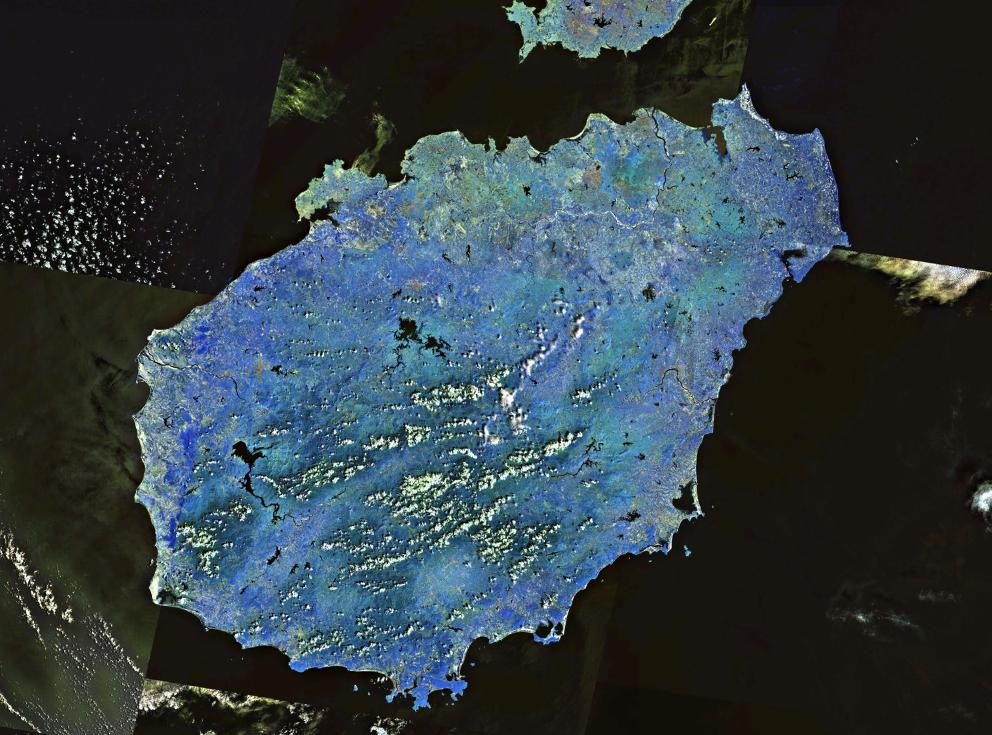
Satelitarne zdjęcie Hainanu

Hajnan jest największą wyspą ChRL. Od półwyspu Leizhou (雷州半島) w prowincji Guangdong oddziela go Cieśnina Hajnańska (瓊州海峽). Na zachód od wyspy znajduje się Zatoka Tonkińska.
Najwyższym wzniesieniem na Hajnanie jest Wuzhi Shan (1876 m). Według stanowiska ChRL na prowincję Hajnan składa się także ok. 200 wysp i wysepek na Morzu Południowochińskim, do których pretensje roszczą także m.in. Japonia i Wietnam.
Większość rzek Hajnanu zaczyna swój bieg w centrum wyspy. Największe to rzeka Nandu (314 km) oraz jej dopływ Xinwu (109 km), a także rzeka Changhua (230 km) i rzeka Wanquan (162 km). W porze suchej rzeki przestają płynąć. Na Hajnanie jest kilka jezior naturalnych, oraz duży, sztuczny Zbiornik Sangtao.

## Klimat
Na Hajnanie panuje tropikalny klimat monsunowy. Roczna amplituda temperatur nie przekracza 15 stopni Celsjusza. Najzimniejsze miesiące to styczeń i luty, podczas których temperatura waha się w granicach 16-21 stopni. Najcieplej jest w lipcu i sierpniu – 25-29 stopni. Poza górami w centrum wyspy, średnia temperatura na wyspie przekracza 10 stopni Celsjusza. Lato na północy Hajnanu jest wilgotne i gorące, trwa przynajmniej 20 dni w roku, a temperatura przekracza 35 stopni. Średnie roczne opady deszczu wynoszą 1500–2000 mm, a w środkowej i wschodniej części wyspy mogą sięgać 2400 mm, podczas gdy na południowym zachodzie wynoszą 900 mm. Wschodnia część wyspy jest zagrożona przez tajfuny, które w trakcie deszczowego lata odpowiadają za 70% opadów na wyspie, przyczyniając się do powodzi i podtopień.

## Gospodarka
Odkąd cały Hajnan zyskał status specjalnej strefy ekonomicznej, szczególnie rolnictwo i turystyka przeżywają rozwój. Wyspa pozostaje jednak w niewielkim stopniu zindustrializowana i w 2004 odpowiadała zaledwie za 0,5% ogólnochińskiego PKB. Dochód na głowę mieszkańca wzrósł z 5500 juanów w 1997 r. do 38 768 juanów w 2014 roku, tj. aż 7-krotnie.

## Turystyka
Zaletami Hajnanu są jego niskie uprzemysłowienie, zielony krajobraz, piękne plaże i czyste powietrze. Na Hajnan można się dostać promem lub samolotem. Na wyspie są dwa porty lotnicze – Meilan w Haikou i Phoenix w Sanya. W grudniu 2004 r. otwarto połączenie kolejowe z Guangzhou w prowincji Guangdong. Podróż, włączając przeprawę promową przez Cieśninę Qiangzhou, zajmuje ok. 12 godzin. Budowa linii kolejowej kosztowała 583 mln USD.
Wyspa dzieli się na osiem regionów turystycznych: okolice Haikou (Haikou, Qiongshan, Ding’an); region północno-wschodni (Wenchang); wschodnie wybrzeże (Qionghai, Ding’an); wybrzeże południowo-wschodnie; region Sanya (Sanya); wybrzeże zachodnie (Ledong, Dongfang, Changilang); region północno-zachodni (Danzhou, Lingao, Chengmai); oraz wyżyny środkowe (Baisha, Qiongzhong i Wuzhishan/Tongzha).
Do głównych atrakcji Hajnanu zaliczane są także:
- Opera Hajnańska (瓊劇) – jedna z kilkuset odmian chińskiej sztuki teatralnej.
- Yalong Wan (亚龙湾 Zatoka Yalong) – z 7-kilometrową plażą w pobliżu miasta Sanya.

W 2002 r. odwiedziło Hajnan ok. 380 tys. turystów.

## Kuchnia
Kuchnia hajnańska uchodzi za lekką. Najsłynniejszym daniem jest ryż z kurczakiem po hajnańsku, ale na wyspie jada się owoce morza, cytrusy i owoce egzotyczne.

## Ludność

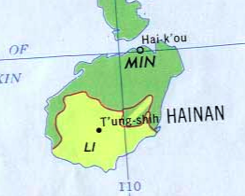
Etnolingwistyczne grupy na Hajnanie, 1967 (Zobacz całą mapę, także z legendą)

W 2000 roku wśród mieszkańców Hajnanu wyróżniono następujące mniejszości narodowe: 1) Chińczycy Han, określani też czasem jako Hajnańczycy, którzy stanowią 83% populacji; 2) Li – 16% populacji; 3) Miao (Hmongowie) – 0,8%, oraz Zhuangowie – 0,7%. Największą grupę aborygenów stanowi ludność Li. W okolicach Sanya mieszka także niewielka społeczność potomków Ciamów ze środkowego Wietnamu, których chińskie władze ze względu na muzułmańskie wyznanie klasyfikują jako Hui.
Wśród mieszkańców Hajnanu jest 10 tys. buddystów oraz 6,5 tys. muzułmanów. Ponieważ Hajnan leżał na misjonarskim szlaku z Europy, jest na nim sporo chrześcijan – 35 tys. protestantów oraz 4,1 tys. katolików.
Zamieszkujący wyspę Hanowie posługują się południowymi językami min, także miejscową odmianą nazywaną dialektem hajnańskim.
Większość Hajnańczyków rozumie język kantoński, a wykształcona młodzież potrafi się porozumiewać po angielsku. Mniejszości Li, Miao i Zhuang mają swoje języki. Niemal wszyscy mieszkańcy wyspy mówią także po mandaryńsku.

## Michał Boym na Hajnanie
Najprawdopodobniej w okresie od stycznia do listopada 1647 r. na Hajnanie przebywał polski jezuita o. Michał Boym, wysłany tu z misją z Makau. Boym dał jeden z pierwszych znanych w Europie opisów fauny i flory Hajnanu oraz samej wyspy. Był pierwszym Polakiem, który na nią trafił i drugim po Portugalczyku Bento di Mattosie Europejczykiem, który spędził na niej dłuższy czas. Posługując się chińskimi źródłami, wykonał pierwszą w Europie mapę wyspy, na której zaznaczył miasta i miasteczka, rzeki, góry, a nawet jedyną działającą wówczas kopalnię złota. Uwiecznił także XVI-wieczny głaz na najbardziej wysuniętym na południe wyspy cyplu Nantian, który Chińczycy nazwali „Pierwszym Filarem Niebios Południa” (南天一柱）i który w potocznym rozumieniu mieszkańców Państwa Środka wyznaczał południowy kraniec cywilizowanego świata (czyli Chin). Słynny głaz dziś widnieje na banknocie o nominale dwóch juanów.
W owym czasie jezuici mieli na Hajnanie dwie misje – w dzisiejszym Haikou oraz w Ding’an, 60 km na południe w głąb wyspy. Na tę drugą placówkę polski jezuita podróżował wzdłuż wybrzeża na południe, a potem łodzią w górę rzeki Nantu (Nantu Jiang). Pobyt wykorzystał do prac nad Atlasem Chin oraz „Florą Chin”, jedyną pracą którą opublikował za życia. Wykonał też szereg rysunków roślin, zwierząt i scen z życia tubylców, zebrał informacje na temat chińskiej medycyny, farmacji i alchemii. Tutaj także szlifował język chiński, którego podstaw nauczył się w Makau. Wszystkie te informacje wykorzystał w swoich późniejszych, niejednokrotnie pionierskich opracowaniach na temat Chin.
Zdaniem biografa Boyma, Edwarda Kajdańskiego, pobyt na Hajnanie był najbardziej twórczym okresem w życiu polskiego misjonarza.